# 小锡尼
小锡尼（法語：Signy-le-Petit，法語發音：[siɲi lə pəti]）是法国阿登省的一个市镇，属于沙勒维尔-梅济耶尔区。

## 地理
小锡尼（49°54'14"N, 4°16'47"E）面积38.72 平方千米，位于法国大東部大區阿登省，该省份为法国北部内陆省份，西接埃纳省，南至马恩省，东临默兹省，北与比利时接壤。
与小锡尼接壤的市镇（或旧市镇、城区）包括：阿尼马丹略、瓦蒂尼、布罗尼翁、弗利尼、拉讷维尔欧茹特、讷维尔莱博略、塔尔济、莫米尼、希迈。

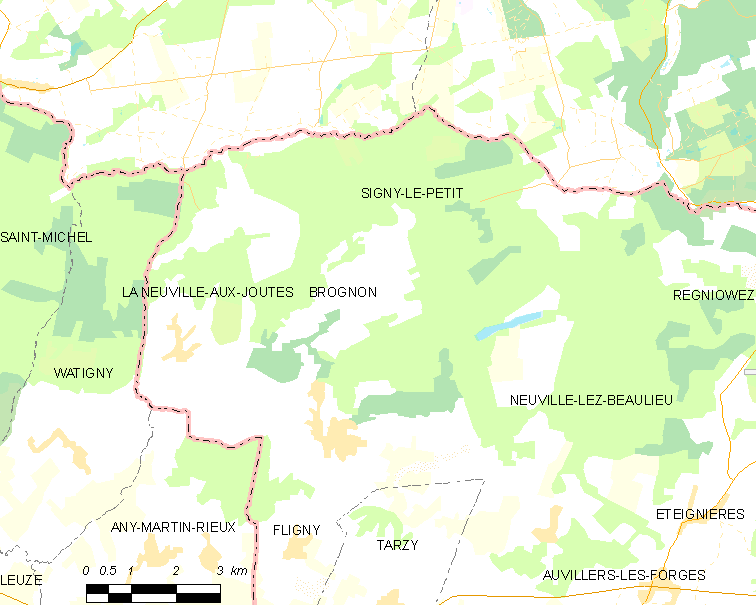
小锡尼的OSM定位图

小锡尼的时区为UTC+01:00、UTC+02:00（夏令时）。

## 行政
小锡尼的邮政编码为08380，INSEE市镇编码为08420。

## 政治
小锡尼所属的省级选区为罗克鲁瓦县。

## 人口

1962-2008年间小锡尼人口变化图示

小锡尼于2022年1月1日时的人口数量为1219人。